# Sandi Ogrinec
Sandi Ogrinec (5 giugno 1998) è un calciatore sloveno, centrocampista del Borac Banja Luka.

## Caratteristiche tecniche
È un centrocampista offensivo.

## Carriera

### Club
Cresciuto nel settore giovanile del Bravo, nel 2015 passa al Maribor con cui debutta fra i professionisti il 21 maggio 2016 in occasione dell'incontro di 1. SNL perso 3-2 contro il Gorica; nel gennaio 2018 viene prestato per sei mesi al Krško, trasferimento rinnovato anche per la stagione successiva. Rientrato al Maribor, trova poco spazio nella prima metà di stagione ed il 10 gennaio 2020 viene acquistato a titolo definitivo dal Bravo.

### Nazionale
Ha giocato nelle nazionali giovanili slovene Under-17 ed Under-19.
Nel 2021 viene convocato dalla nazionale Under-21 per il campionato europeo di categoria; il 27 marzo scende in campo nel match della fase a gironi contro la Repubblica Ceca.

## Statistiche
Statistiche aggiornate al 4 marzo 2025.

### Presenze e reti nei club
| Stagione         | Squadra          | Campionato       | Campionato | Campionato | Coppe nazionali | Coppe nazionali | Coppe nazionali | Coppe continentali | Coppe continentali | Coppe continentali | Altre coppe | Altre coppe | Altre coppe | Totale | Totale | Totale |
| Stagione         | Squadra          | Comp             | Pres       | Reti       | Comp            | Pres            | Reti            | Comp               | Pres               | Reti               | Comp        | Pres        | Reti        | Pres   | Reti   |        |
| ---------------- | ---------------- | ---------------- | ---------- | ---------- | --------------- | --------------- | --------------- | ------------------ | ------------------ | ------------------ | ----------- | ----------- | ----------- | ------ | ------ | ------ |
| 2015-2016        | Maribor          | 1.SNL            | 1          | 0          | CS              | 0               | 0               |                    | -                  | -                  |             | -           | -           | 1      | 0      |        |
| 2016-2017        | Maribor          | 1.SNL            | 6          | 0          | CS              | 1               | 0               | UEL                | 0                  | 0                  |             | -           | -           | 7      | 0      |        |
| 2017-gen. 2018   | Maribor          | 1.SNL            | 2          | 0          | CS              | 1               | 0               | UCL                | 0                  | 0                  |             | -           | -           | 3      | 0      |        |
| gen.-giu. 2018   | Krško            | 1.SNL            | 10         | 0          | CS              | 0               | 0               |                    | -                  | -                  |             | -           | -           | 10     | 0      |        |
| 2018-2019        | Krško            | 1.SNL            | 20         | 0          | CS              | 3               | 0               |                    | -                  | -                  |             | -           | -           | 23     | 0      |        |
| 2019-gen. 2020   | Maribor          | 1.SNL            | 3          | 0          | CS              | 0               | 0               | UCL                | 0                  | 0                  |             | -           | -           | 3      | 0      |        |
| gen.-giu. 2020   | Bravo            | 1.SNL            | 15         | 2          | CS              | 0               | 0               |                    | -                  | -                  |             | -           | -           | 15     | 2      |        |
| 2020-2021        | Bravo            | 1.SNL            | 29         | 1          | CS              | 1               | 0               |                    | -                  | -                  |             | -           | -           | 30     | 1      |        |
| 2021-gen. 2022   | Bravo            | 1.SNL            | 19         | 4          | CS              | 2               | 1               |                    | -                  | -                  |             | -           | -           | 21     | 5      |        |
| Totale Bravo     | Totale Bravo     | Totale Bravo     | 63         | 7          |                 | 3               | 1               |                    | 0                  | 0                  |             | -           | -           | 66     | 8      |        |
| gen.-giu. 2022   | WSG Tirol        | BL               | 11+3       | 1+0        | CA              | 0               | 0               |                    | -                  | -                  |             | -           | -           | 14     | 1      |        |
| 2022-2023        | WSG Tirol        | BL               | 18         | 3          | CA              | 2               | 0               |                    | -                  | -                  |             | -           | -           | 20     | 3      |        |
| 2023-2024        | WSG Tirol        | BL               | 27         | 1          | CA              | 2               | 0               |                    | -                  | -                  |             | -           | -           | 29     | 1      |        |
| Totale WSG Tirol | Totale WSG Tirol | Totale WSG Tirol | 56+3       | 5          |                 | 4               | 0               |                    | -                  | -                  |             | -           | -           | 63     | 5      |        |
| 2024-2025        | Borac Banja Luka | PL               | 18         | 6          | CB              | 2               | 1               | UECL               | 10                 | 2                  |             | -           | -           | 30     | 9      |        |
| Totale carriera  | Totale carriera  | Totale carriera  | 182        | 18         |                 | 14              | 2               |                    | 10                 | 2                  |             | -           | -           | 206    | 22     |        |